# Ален Перрен
Ален Перрен (фр. Alain Perrin, нар. 7 жовтня 1956, Люр) — французький футбольний тренер. Відомий за роботою в низці французьких та закордонних клубів, а також по роботі зі збірною Китаю та олімпійською збірною Катару. Як тренер — дворазовий володар Кубка Франції, володар Суперкубка Франції, чемпіон Франції, та володар Кубка Інтертото.

## Кар'єра тренера
Ален Перрен на клубному рівні грав у складі команд «Нансі» та «Варанжевіль». У 1983 році став граючим тренером «Нансі», одночасно допомагаючи Арсену Венгеру в роботі з юнацькою командою. У 1993 році запрошений на посаду головного тренера клубу «Труа», який за 6 років вивів до вищого французького дивізіону, здобув путівку до Кубка Інтертото, з якого вивів команду до другого кола Кубка УЄФА.
У 2002 році Ален Перрен став головним тренером команди «Марсель». У першому сезоні Перрен вивів марсельську команду на третє місце в чемпіонаті, проте наступний сезон команда розпочала невдало, і тренера звільнили. Після звільнення з "Марселя"Перрен до початку 2005 року очолював еміратський клуб «Аль-Айн».
У 2005 році Ален Перрен очолив англійський клуб «Портсмут», проте при французькому тренері клуб грав невдало, тому за кілька місяців Перрена звільнили з посади.
У 2006 році Перрен прийняв пропозицію очолити клуб «Сошо», з яким у перший же рік роботи виграв Кубок Франції. Після успіху з «Сошо» у 2007 році Алена Перрена запросили стати головним тренером команди «Ліон». З одним із найсильніших французьких клубів того часу Перрен виграв і чемпіонат країни, і Кубок та Суперкубок Франції, проте по закінченні сезону його все одно відправили у відставку на прохання тренерського штабу. У 2008 році Перрена запрсили очолити клуб «Сент-Етьєн», у якому він працював протягом року.
У 2010 році Ален Перрен розпочав тривалий період роботи в Катарі. У 2010 році французький тренер очолив клуб «Аль-Хор», в якому працював до 2012 році. У 2012 році очолив тренерський штаб команди олімпійської збірної Катару, одночасно очоливши клуб «Аль-Гарафа». У 2013 році Перрен перейшов на роботу головним тренером катарського клубу «Умм-Салаль», у якому працював до кінця 2013 року.
У 2014 році Ален Перрен став головним тренером команди збірної Китаю. Французький тренер керував діями збірної на Кубку Азії 2015 року, на якому китайська збірна перемогла в груповому турнірі, проте в чвертьфіналі поступилася збірній Австралії.
У 2018 році Ален Перрен очолив свій колишній клуб «Нансі», проте вже в травні 2019 року був звільнений з посади.

## Титули і досягнення
- Володар Кубка Франції (2):

«Сошо»: 2006–2007
«Ліон»: 2007–2008
- Володар Суперкубка Франції (1):

«Ліон»: 2007
- Чемпіон Франції (1):

«Ліон»: 2007–2008
- Володар Кубка Інтертото (1):

«Труа»: 2001